# PC Inspector Smart Recovery
PC Inspector Smart Recovery est un logiciel gratuit (gratuiciel) de restauration de données, développé par la société allemande Convar, pour le système d'exploitation Windows.

## Fonctionnalité
PC Inspector Smart Recovery est une variante du logiciel PC Inspector File Recovery, conçue spécialement pour récupérer des photos, supprimées volontairement ou accidentellement de la carte mémoire d'un appareil photographique numérique,,.
Le logiciel supporte :
- les formats les plus courants de fichiers image tels que JPG, TIF, BMP, GIF ainsi que les formats RAW de plusieurs fabricants (format .nef ou Nikon Electronic File de Nikon, format .crw de Canon, format .orf d'Olympus, etc.)[3],[9],[10],[11] ;

- de nombreux types de carte mémoire comme CompactFlash, SmartMedia, Memory Stick, MultiMedia Card, Secure Digital Card et d'autres encore[3],[9],[10].

Il peut également récupérer des fichiers vidéo de format .avi et QuickTime .mov ainsi que des fichiers audio de format .wav et .dss,,,.